# ブレイド2
『ブレイド2』（ブレイド ツー、原題: Blade II）は、2002年のアメリカのアクションホラー映画。
マーベル・コミックの同名コミックを元にした映画『ブレイド』から続く、3部作のうちの第2作である。

## あらすじ
ヴァンパイアと人間の混血児であるブレイドは、日夜ヴァンパイアを狩るハンターである。相棒のスカッドと共にヴァンパイア討伐の一環としてプラハに潜伏していた彼は、かつての仲間であり死んだはずのウィスラーがヴァンパイアのアジトに囚われていることを知り、彼を救出する。
ある日、ブレイドたちの拠点に、ヴァンパイアの大君主ダマスキノスの娘ニッサらが侵入、自らを“休戦の使者”と名乗る。困惑し、警戒しながらも彼らとの休戦協定を交わすブレイド。ダマスキノスの居城に招かれたブレイドたちはそこで、ヴァンパイア化の感染源である「アルゴウイルス」が進化した新種ウイルス「リーパー」により現れた「死神族（リーパーズ）」の存在を知らされる。リーパーズの力はヴァンパイアのそれを遥かに凌ぎ、人間とヴァンパイアとを問わず無差別に襲う。両者の脅威になり得る彼らを排除すべく、ヴァンパイア側からの共闘を受諾したブレイドは、ヴァンパイアの精鋭部隊「ブラッドパック」を従え、リーパーズ討伐に乗り出す。

## スタッフ
- 監督：ギレルモ・デル・トロ
- 製作総指揮：アヴィ・アラッド、デヴィッド・S・ゴイヤー、リン・ハリス、スタン・リー
- 原作：マーヴ・ウォルフマン、ジーン・コーラン
- 脚本：デヴィッド・S・ゴイヤー
- アクション・コレオグラファー：ジェフ・ウォード、ドニー・イェン
- 音楽：マルコ・ベルトラミ
- 視覚効果：フレームストアCFC、ティペット・スタジオ

## キャスト
| 役名                           | 俳優                       | 日本語吹替     | 日本語吹替                     |
| 役名                           | 俳優                       | ソフト版       | テレビ東京版                   |
| ------------------------------ | -------------------------- | -------------- | ------------------------------ |
| ブレイド                       | ウェズリー・スナイプス     | 菅原正志       | 大塚明夫                       |
| ウィスラー                     | クリス・クリストファーソン | 山野史人       | 大塚周夫                       |
| ニッサ                         | レオノア・ヴァレラ         | 渡辺美佐       | 沢海陽子                       |
| スカッド                       | ノーマン・リーダス         | 藤原啓治       | 平田広明                       |
| ラインハルト                   | ロン・パールマン           | 仲野裕         | 銀河万丈                       |
| ジャレド・ノーマック           | ルーク・ゴス               | 森田順平       | 東地宏樹                       |
| ダマスキノス                   | トーマス・クレッチマン     | 宝亀克寿       | 家弓家正                       |
| アサド                         | ダニー・ジョン＝ジュールズ | 金尾哲夫       | 中村秀利                       |
| ヴェルレーヌ                   | マリット・ヴェラ・キール   | 佐藤しのぶ     | 本田貴子                       |
| スノーマン                     | ドニー・イェン             | 三宅健太       | 桐本琢也                       |
| チュパ                         | マット・シュルツ           | 水内清光       | 天田益男                       |
| ライトハンマー                 | ダズ・クロウフォード       | 水野龍司       | 廣田行生                       |
| プリースト                     | トニー・クーラン           | 小室正幸       | 中田和宏                       |
| カール・クーネン               | カレル・ローデン           | 諸角憲一       | 金尾哲夫                       |
| ラッシュ                       | サンティアゴ・セグラ       | 北川勝博       |                                |
| ロンドンのポルノショップの店員 | レノックス・ブラウン       | 水野龍司       |                                |
| その他                         | N/A                        | 山口眞弓       | 寺内よりえ                     |
| 日本語版スタッフ               |                            |                |                                |
| 演出                           | 演出                       | 向山宏志       | 向山宏志                       |
| 翻訳                           | 翻訳                       | 鈴木導         | 鈴木導                         |
| 調整                           | 調整                       | 飯塚秀保       | 黒崎裕樹                       |
| 効果                           | 効果                       |                | リレーション                   |
| 制作                           | 制作                       | グロービジョン | グロービジョン                 |
| 初回放送                       | 初回放送                   | N/A            | 2005年2月24日 『木曜洋画劇場』 |

## 評価
レビュー・アグリゲーターのRotten Tomatoesでは151件のレビューで支持率は58%、平均点は6.00/10となった。Metacriticでは28件のレビューを基に加重平均値が52/100となった。

## ゲーム版
海外ではPS2、Xbox向けタイトルとして発売された。

## パッケージソフト
- DVD「ブレイド2 コレクターズ・エディション」（2003年1月16日発売・ポニーキャニオン）